# Psychotria baviensis
Psychotria baviensis är en måreväxtart som beskrevs av Charles-Joseph Marie Pitard. Psychotria baviensis ingår i släktet Psychotria och familjen måreväxter. Inga underarter finns listade i Catalogue of Life.